# Партия жуликов и воров

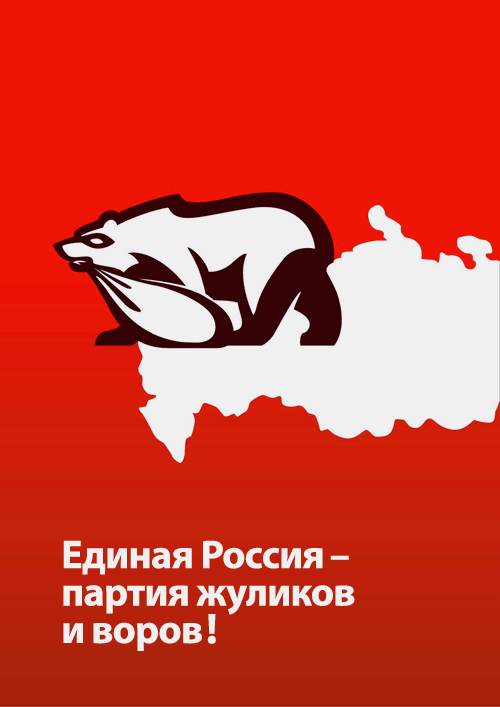
Плакат, победивший в конкурсе Алексея Навального «Против партии жуликов и воров»

«Партия жуликов и воров» (иногда сокращается до «ПЖиВ») — популярное выражение, употребляемое по отношению к российской партии «Единая Россия»; интернет-мем.

## История

### Происхождение
По заявлению В. В. Жириновского, он употребил эту формулировку в 2009 году. 28 сентября 2010 года Борис Немцов в эфире «Радио Свобода» сказал о «Единой России», что «весь народ знает, что это партия воров и коррупционеров». Через некоторое время «каноничную формулировку» подхватывает популярный в «Живом Журнале» блогер Алексей Навальный и популяризует её.

К партии «Единая Россия» я отношусь очень плохо. Партия «Единая Россия» — это партия коррупции, это партия жуликов и воров.
— Алексей Навальный // Finam FM, 2.2.2011.
Критики партии «Единая Россия» также используют фразу «партия жуликов и воров» или её сокращение «ПЖиВ»

### Распространение
В конце февраля 2011 года был запущен сайт партия-жуликов-и-воров.рф, перенаправляющий во фрейме посетителей на официальный сайт партии. После появления этого сатирического сайта и последующего вирусного распространения в социальных сетях официальный сайт партии в течение нескольких дней испытывал проблемы с доступом из-за резко возросшей посещаемости.
Выражение «Партия жуликов и воров» приобрело некоторую известность и в западной прессе. Журнал The New Yorker в апреле 2011 года впервые процитировал выражение «United Russia is the party of corruption, the party of crooks and thieves». Издание The Economist в редакционной статье от 1 октября 2011 года идентифицировало партию как «party of thieves and crooks».
Во время предвыборной кампании по выборам в Государственную думу 2011 выражение «партия жуликов и воров» широко использовалось всеми оппозиционными политическими партиями и отдельными гражданами. Плакаты, флаги и наклейки с надписью «Долой партию жуликов и воров» получили распространение во время антиправительственных выступлений 2011—2012 гг.

## Общественное мнение
После того, как адвокат Шота Горгадзе пригрозил подать в суд от имени неизвестных членов ЕР на Навального за его оценочное суждение, Алексей Навальный в своём блоге в ЖЖ провёл опрос, в котором 96,6 % из почти 40 000 проголосовавших согласилось с утверждением о том, что партия Единая Россия является партией жуликов и воров, а в русском сегменте интернета развернулась широкая кампания против «партии власти». В рамках этой кампании Алексея Навального проводился конкурс плакатов, призывающих голосовать против Единой России на ближайших выборах.
Согласно опросу, проведённому Левада-Центром 19 июля 2011 г., 33 % россиян согласны с утверждением, что «Единая Россия» — это партия жуликов и воров, 47 % с этим мнением не согласны; 9 % россиян электората партии согласны с лозунгом «Единая Россия — партия жуликов и воров», но их это не смущает. При этом в июле 2011 года, по данным Левада-Центра, уровень электоральной поддержки «Единой России» составлял 54 %.
Левада-Центр с 21 по 26 июня 2012 года провёл опрос россиян с вопросом, согласны ли они с определением «Единая Россия» — это партия жуликов и воров. Согласились с определением 42 % респондентов (18 % — «определённо согласны», 24 % — «скорее согласны»). Не согласились с определением 40 % населения (12 % — «категорически не согласны», 28 % — «скорее не согласны»). Затруднились с ответом 18 % респондентов. В апреле аналогичный опрос показал 38 %, 54 % и 15 % опрошенных.
По результатам опроса организации в 2013 году общее недовольство по отношению к Единой России только увеличилось, в частности, 51 % опрошенных согласны с мнением, что Единая Россия — партия жуликов и воров. 62 % верят, что подчинённые Путина заинтересованы лишь в укреплении собственной власти и удовлетворении личных материальных интересов.
10 % опрошенных верят, что члены партии заботятся о народе. Четверть опрошенных верят, что ЕР стремится укрепить страну. И 18 % верят, что у власти находятся образованные специалисты. В абсолютную честность депутатов и их официальных декларациям по доходам верит лишь 3 % опрошенных.

## Реакция партии «Единая Россия»
17 августа 2011 года пресс-служба Люблинского суда Москвы заявила о подаче иска со стороны первого вице-спикера Госдумы Олега Морозова с требованиями опровергнуть опубликованные в блоге Навального обвинения в нецелевом использовании транспорта и спецсигналов, а также опровергнуть упоминания Олега Морозова как «видного представителя партии жуликов и воров». В тот же день сам Морозов заявил, что не подавал иск, а стал жертвой провокации, подготовленной, по его предположению, Навальным.
11 октября 2011 года Люблинский суд Москвы отказался удовлетворить иск единоросса Владимира Свирида к Алексею Навальному за использование выражения «Единая Россия — партия жуликов и воров», поводом для которого стало выступление на радиостанции Finam FM.
24 ноября 2011 в прямом эфире телеканала «Россия» состоялись предвыборные дебаты с участием лидера партии ЛДПР Владимира Жириновского с одной стороны и депутата Госдумы РФ, члена комиссии по противодействию коррупции Александра Хинштейна, которые закончились следующим заявлением Хинштейна:

«Единая Россия» работает. Она делает всё для того, чтобы жизнь в нашей стране изменилась. Нам говорят, про «партию жуликов и воров» — я отвечу!
Лучше быть в «партии жуликов и воров», чем в «партии убийц, насильников и грабителей»
— «Партия жуликов и воров» схлестнулась в прямом эфире с «Партией убийц и насильников». Жириновский двум уральским единороссам из ФСБ: «Нам с вами срать на одном поле противно» // УРА.ru: 25.11.2011
20 февраля 2013 года партия Единая Россия через свою пресс-службу сообщила об отказе участия в дискуссии с Алексеем Навальным в эфире радиостанции «Коммерсантъ FM». В заявлении «Единая Россия» предложила Навальному «ходить не на радиоэфиры, а на беседы со следователями».
Заявление «Единой России» прозвучало на фоне сложения депутатского мандата Владимиром Пехтиным, занимавшим в Думе пост главы комитета по этике. Пехтин решил покинуть Госдуму после того, как Алексей Навальный опубликовал данные о том, что депутат владеет недвижимостью в Майами, которая не была указана в его декларациях.